# Institut for Geografi og Geologi
Institut for Geografi og Geologi (IGG) blev dannet d. 1. februar 2007 ved en fusion af Geografisk Institut og Geologisk Institut ved Københavns Universitet. Instituttet var en del af Geocenter Danmark. Den første institutleder var Lars Stemmerik.
I 2013 blev IGG fusionieret med dele af Center for Skov, Landskab og Planlægning ved Københavns Universitet til Institut for Geovidenskab og Naturforvaltning (IGN).